# نینو شورتر
نینو شورتر (انگلیسی: Nino Schurter؛ زادهٔ ۱۳ مهٔ ۱۹۸۶) دوچرخه‌سوار اهل سوئیس است.
وی در مسابقات کشوری و بین‌المللی در مجموع برندهٔ ۱۴ مدال طلا، ۸ مدال نقره، ۱ مدال برنز شده‌است.